# ثري ليكز (ويسكونسن)
ثري ليكز (بالإنجليزية: Three Lakes, Wisconsin)‏ هي بلدة تقع في مقاطعة أونيدا بولاية ويسكونسن في الولايات المتحدة. تبلغ مساحتها 258.7 (كم²)، وترتفع عن سطح البحر 505 م، بلغ عدد سكانها 2131 نسمة في عام 2010 حسب إحصاء مكتب تعداد الولايات المتحدة وتصل الكثافة السكانية فيها 11.1 نسمة/كم2.

## المناخ
يظهر الجدول التالي التغييرات المناخية على مدار السنة لثري ليكز:
| البيانات المناخية لـثري ليكز      | البيانات المناخية لـثري ليكز | البيانات المناخية لـثري ليكز | البيانات المناخية لـثري ليكز | البيانات المناخية لـثري ليكز | البيانات المناخية لـثري ليكز | البيانات المناخية لـثري ليكز | البيانات المناخية لـثري ليكز | البيانات المناخية لـثري ليكز | البيانات المناخية لـثري ليكز | البيانات المناخية لـثري ليكز | البيانات المناخية لـثري ليكز | البيانات المناخية لـثري ليكز | البيانات المناخية لـثري ليكز |
| الشهر                             | يناير                        | فبراير                       | مارس                         | أبريل                        | مايو                         | يونيو                        | يوليو                        | أغسطس                        | سبتمبر                       | أكتوبر                       | نوفمبر                       | ديسمبر                       | المعدل السنوي                |
| --------------------------------- | ---------------------------- | ---------------------------- | ---------------------------- | ---------------------------- | ---------------------------- | ---------------------------- | ---------------------------- | ---------------------------- | ---------------------------- | ---------------------------- | ---------------------------- | ---------------------------- | ---------------------------- |
| متوسط درجة الحرارة الكبرى °م (°ف) | −6 (22)                      | −3 (26)                      | 3 (37)                       | 11 (52)                      | 19 (66)                      | 24 (75)                      | 26 (79)                      | 24 (76)                      | 19 (67)                      | 13 (56)                      | 3 (38)                       | −3 (26)                      | 11 (52)                      |
| متوسط درجة الحرارة الصغرى °م (°ف) | −18 (−1)                     | −18 (0)                      | −12 (10)                     | −4 (25)                      | 3 (37)                       | 8 (47)                       | 11 (52)                      | 9 (49)                       | 6 (42)                       | 0 (32)                       | −7 (20)                      | −14 (6)                      | −3 (27)                      |
| الهطول مم (إنش)                   | 30 (1.2)                     | 25 (1)                       | 41 (1.6)                     | 61 (2.4)                     | 84 (3.3)                     | 100 (4.1)                    | 99 (3.9)                     | 100 (4)                      | 97 (3.8)                     | 64 (2.5)                     | 56 (2.2)                     | 36 (1.4)                     | 800 (31.5)                   |
| المصدر: Weatherbase               |                              |                              |                              |                              |                              |                              |                              |                              |                              |                              |                              |                              |                              |

## وصلات خارجية
- http://www.townofthreelakes.com
- The US50 - Cities and Towns in Wisconsin State
- Wisconsin Cities and Towns, Facts, Map, Flag, Colleges, Government, and More